# Праиндоиранский язык

Миграции индоевропейских культур

Праиндоиранский язык, протоиндоиранский язык, праарийский язык, общеарийский язык — реконструированный праязык индоиранской ветви индоевропейской языковой семьи.
Его носители, гипотетические праиндоиранцы, предположительно выделились из праиндоевропейской общности в конце 3-го тысячелетия до нашей эры и перестали быть единым народом в начале 2-го тысячелетия до н. э. в результате распада праиндоранской общности на индоарийцев и древних иранцев.
Праиндоиранцы обычно связываются исследователями с синташтинской культурой евразийской степи и раннеандроновским археологическим горизонтом.
Изучение древних индоиранских языков и архаичных индоиранских культур (авестийской и ведийской) свидетельствуют, что древние индоиранцы изначально были единым народом. При этом разделение двух основных индоиранских ветвей (индоарийской и иранской) датируется началом 2-го тысячелетия до н. э. Таким образом, существование праиндоиранцев как предков всех индоарийских и иранских народов, с одной стороны и одной из ветвей, выделившейся из праиндоевропейской общности — с другой, можно определить в хронологических рамках 3—2 тысячелетий до н. э.
Праиндоиранский язык был сатемным языком, вероятно, удаленным менее, чем на тысячелетие от своего предка, позднего Праиндоевропейского языка, а языки-потомки, языки, которые произошли от праиндоиранского, авестийский и ведический санскрит Ригведы, в свою очередь, удалены в своём появлении менее, чем на тысячелетие.
Это предок индоарийских языков, иранских языков и нуристанских языков.

## Описательная фонология
|                     |                  | Губные | Переднеязычные | Переднеязычные | Палатальные | Палатальные | Велярные | Ларингальные |
| зубные/альвеолярные | постальвеолярные | Губные | первичные      | вторичные      |             |             | Велярные | Ларингальные |
| ------------------- | ---------------- | ------ | -------------- | -------------- | ----------- | ----------- | -------- | ------------ |
| Взрывные            | глухие           | *p     | *t             |                | *ć          | *č          | *k       |              |
| Взрывные            | звонкие          | *b     | *d             |                | *ȷ́          | *ǰ          | *g       |              |
| Взрывные            | придыхательные   | *bʰ    | *dʰ            |                | *ȷ́ʰ         | *ǰʰ         | *gʰ      |              |
| Фрикативные         | глухие           |        | *s             | *š             |             |             |          | *H           |
| Фрикативные         | звонкие          |        | (*z)           | (*ž)           |             |             |          |              |
| Носовые             | Носовые          | *m     | *n             |                |             |             |          |              |
| Плавные             | Плавные          |        | (*l)           | *r ̥            |             |             |          |              |
| Полугласные         | Полугласные      |        |                |                |             | *y          | *w       |              |

| Закрытые | *i *ī | *u *ū |
| Открытые | *a *ā | *a *ā |

Помимо гласных, *H и *r̥ также могли выполнять функцию слогового ядра.

### Два палатальных ряда
Предполагается, что праиндоиранский язык содержал две серии взрывных или аффрикат от палатальной до постальвеолярной области. Фонетическая природа этого контраста не ясна, и поэтому их обычно называют первичным или первым рядом (*ć *ȷ́ *ȷ́ʰ, продолжающие праиндоевропейские палатовелярные *ḱ *ǵ *ǵʰ) и вторичным или вторым рядом (*č *ǰ *ǰʰ, продолжающие праиндоевропейские простые велярные и лабиовелярные, *k, *g, *gʰ и *kʷ, *gʷ, *gʷʰ, в палатализирующих контекстах). В следующей таблице показаны наиболее распространенные рефлексы двух серий (праиранский язык является гипотетическим предком иранских языков, включая авестийский и древнеперсидский):
| ПИИ | праиндоарийский | санскрит | праиранский | авестийский | древнеперсидский | нуристанский |
| --- | --------------- | -------- | ----------- | ----------- | ---------------- | ------------ |
| *ć  | ś ([ɕ])         | ś ([ɕ])  | *ts         | s           | θ                | ċ ([ts]) / š |
| *ȷ́  | j ([ɟ])         | j ([ɟ])  | *dz         | z           | d                | j ([dz]) / z |
| *ȷ́ʰ | źh ([ʑʱ])       | h ([ɦ])  | *dz         | z           | d                | j ([dz]) / z |
| *č  | с ([с])         | с ([с])  | *č          | č           | č                | č            |
| *ǰ  | j ([ɟ])         | j ([ɟ])  | *ǰ          | ǰ           | ǰ                | ǰ / ž        |
| *ǰʰ | źh ([ʑʱ])       | h ([ɦ])  | *ǰ          | ǰ           | ǰ                | ǰ / ž        |

### Ларингалы
Обычно считается, что в праиндоевропейском языке было от трех до четырех ларингальных согласных, каждый из которых мог встречаться как в слоговых, так и в неслоговых позициях. В праиндоиранском языке ларингалы слились в одну фонему /*H/. Бикс предполагает, что некоторые экземпляры этого /*H/ сохранились в ригведическом санскрите и авестийском языке в виде непередаваемых на письме гортанных смычек, о чем свидетельствуют метрики.

### Ударение
Подобно праиндоевропейскому и ведическому санскриту (а также авестийскому, хотя оно и не обозначалось на письме), праиндоиранский язык имел музыкальное ударение, аналогичное таковому в современном японском, условно обозначаемое акутом над ударной гласной.

## Историческая фонология
Наиболее характерным фонологическим изменением, отделяющим праиндоиранский язык от праиндоевропейского, является совпадение аблаутных гласных *e, *o в одной гласной, праиндоиранской *a (но см . закон Бругмана). Закон Грассмана, закон Бартоломея и правило «руки» также были завершены в праиндоиранском языке.
Ниже приводится более полный список некоторых предполагаемых звуковых изменений от праиндоевропейского к праиндоиранскому:
- Сатемизация, состоящая из двух связанных изменений. ПИЕ палатовелярные *ḱ *ǵ *ǵʰ сдвинулись вперед или аффрикатизировались, что в конечном итоге дало ПИИ *ć, *ȷ́, *ȷ́ʰ, в то время как ПИЕ лабиовелярные *kʷ *gʷ *gʷʰ совпали с простыми велярными *k *g *gʰ.[6]

| Праиндоевропейский | Праиндоиранский | Санскрит | Авестийский | Латинский | Английский | Глоссарий |
| ------------------ | --------------- | -------- | ----------- | --------- | ---------- | --------- |
| *ḱm̥tóm             | *ćatám          | śatám    | satəm       | centum    | hund(red)  | сто       |
| *ǵónu              | *ȷ́ā́nu           | jā́nu     | zānu        | genū      | 'knee'     | колено    |
| *ǵʰimós            | *ȷ́ʰimás         | himá     | ziiā̊        | hiems     |            | зима      |
| *kʷós              | *kás            | kás      | ka          | quis      | who        | кто       |
| *gʷṓws             | *gā́wš           | gaus     | gao         | bōs       | 'cow'      | корова    |
| *gʷʰormós          | *gʰarmás        | gharmás  | garəma      | formus    | warm       | тепло     |

## Последующие изменения звука
Среди звуковых изменений от протоиндоиранского к индоарийскому — потеря звонкого шипящего *z; среди тех, кто относится к протоиранскому языку, есть деаспирация голосовых аспиратов ПИЕ.
| ПИЕ  | ПИЕ | ИА/Вед | Ав    | Праиндоевропейский      | Индоарийский/ Ведический | Авестийский               |
| ---- | --- | ------ | ----- | ----------------------- | ------------------------ | ------------------------- |
| *p   | >   | p      | p     | *ph̥₂tḗr «отец»          | pitā́ «отец»              | pitar- «отец»             |
| *b   | >   | b      | b     | *bél- «сильный»         | bálam «прочность»        | —                         |
| *bʰ  | >   | bh     | b     | *bʰréh₂tēr «брат»       | bhrā́tār- «брат»          | brātar- "брат             |
| *t   | >   | t      | t     | *tuHóm «ты»             | tuvám «ты»               | tvəm «ты»                 |
| *d   | >   | d      | d     | *dóru «дерево»          | dā́ru «дерево»            | dāru- «дерево»            |
| *dʰ  | >   | dh     | d     | *dʰoHnéh₂- «зерно»      | dhānā́- «зерно»           | dāna- «зерно»             |
| *ḱ   | >   | ś      | s     | *déḱm̥ «десять»          | dáśa «десять»            | dasa «десять»             |
| *ǵ   | >   | j      | z     | *ǵónu «колено»          | jā́nu «колено»            | zānu- «колено»            |
| *ǵʰ  | >   | h      | z     | *ǵʰimós «холод»         | himá- «холод, мороз»     | zəmaka- «зимняя буря»     |
| *k   | >   | k ~ c  | x ~ č | *kruh₂rós «кровавый»    | krūrá- «кровавый»        | xrūra- «кровавый»         |
| *k   | >   | k ~ c  | x ~ č | *téket "может он бежит" | —                        | tačat̰ «может он бежит»    |
| *g   | >   | g ~ j  | g ~ ǰ | *h₂éuges- «прочность»   | ójas- «прочность»        | aoǰah «прочность»         |
| *g   | >   | g ~ j  | g ~ ǰ | *h₂ugrós "сильный"      | ugrá- «сильный»          | ugra- «сильный»           |
| *gʰ  | >   | gh ~ h | g ~ ǰ | *dl̥Hgʰós «длинный»      | dīrghá- «длинный»        | darəga- «длинный»         |
| *gʰ  | >   | gh ~ h | g ~ ǰ | *dleHgʰistos "длиннее"  | drā́ghiṣṭha               | draǰišta- «длинее»        |
| *kʷ  | >   | k ~ c  | k ~ č | *kʷós «кто»             | káḥ «кто»                | kō «кто»                  |
| *kʷ  | >   | k ~ c  | k ~ č | *kʷe "и"                | ca «и»                   | ́ča «и»                    |
| *gʷ  | >   | g ~ j  | g ~ ǰ | *gʷou- «корова»         | gav- «корова»            | gau- «корова»             |
| *gʷ  | >   | g ~ j  | g ~ ǰ | *gʷih₃wós "живой"       | jīvá- «живой»            | Древнеперс: ǰīva- «жизнь» |
| *gʷʰ | >   | gh ~ h | g ~ ǰ | *gʷʰnénti «удар» (pl.)  | ghnánti «удар» (pl.)     | —                         |
| *gʷʰ | >   | gh ~ h | g ~ ǰ | *gʷʰénti "удары"        | hánti «удары»            | ǰainti «удары»            |
| *s   | >   | s      | s ~ h | *septm̥ «семь»           | saptá «семь»             | hapta «семь»              |
| *s   | >   | s      | s ~ h | *h₁ésti "есть"          | ásti «есть»              | asti «есть»               |
| *y   | >   | y      | y     | *yugóm «ярмо»           | yugam «ярмо»             | yuga- «ярмо»              |
| *w   | >   | v      | v     | *wéǵʰeti «ехать»        | váhati «ехать»           | vazaiti «путешествовать»  |
| *m   | >   | m      | m     | *méh₂tēr «мать»         | mātár- «мать»            | mātar- «мать»             |
| *n   | >   | n      | n     | *nós «нас»              | nas «нас»                | nō «нас»                  |
| *l   | >   | l ~ r  | r     | *kʷeleti «движение»     | carati «движение»        | caraiti «движение»        |
| *r   | >   | r      | r     | *bʰréh₂tēr «брат»       | bhrā́tār- «брат»          | brātar- «брат»            |
| *n̥   | >   | a      | a     | *n̥- «не-»               | a- «не-»                 | a- «не-»                  |
| *m̥   | >   | a      | a     | *ḱm̥tóm «сто»            | śatám «сто»              | satəm «сто»               |
| *l̥   | >   | r̥      | ərər  | *wĺ̥kʷos «волк»          | vŕ̥ka- «волк»             | vəhrka- «волк»            |
| *r̥   | >   | r̥      | ərər  | *ḱŕ̥d- «сердце»          | hŕ̥d- «сердце»            | zərəd- «сердцу»           |
| *i   | >   | i      | i     | *linékʷti «листья»      | riṇákti «листья»         | irinaxti «выпускать»      |
| *e   | >   | a      | a     | *déḱm̥ «десять»          | dáśa «десять»            | dasa «десять»             |
| *ē   | >   | ā      | ā     | *h₂nḗr «человек»        | nā «человек»             | nā «человек»              |
| *a   | >   | a      | a     | *h₂éǵeti «водить»       | ájati «водить»           | azaiti «водить»           |
| *ā   | >   | ā      | ā     | *méh₂tēr «мать»         | mātā́ «мать»              | mātar- «мать»             |
| *o   | >   | a ~ ā  | a ~ ā | *ǵómbʰos «зуб, штифт»   | jā́mbha- «зуб, бивень»    | —                         |
| *o   | >   | a ~ ā  | a ~ ā | *ǵónu "колено"          | jānu «колено»            | zānu- «колено»            |
| *ō   | >   | ā      | ā     | *dʰoHnéh₂- «зерно»      | dhānā́- «зерно»           | dāna- «зерно»             |
| *u   | >   | u      | u     | *yugóm «ярмо»           | yugám «ярмо»             | yuga- «ярмо»              |
| *ū   | >   | ū      | ū     | *mū́s «мышь»             | mū́ṣ- «мышь»              | Перс mūs «мышь»           |
| *h₁  | >   | ∅      | ∅     | *h₁ésti «есть»          | ásti «есть»              | asti «есть»               |
| *h₂  | >   | ∅      | ∅     | *h₂ŕ̥tḱos «медведь»      | ŕ̥kṣa- «медведь»          | arəša- «медведь»          |
| *h₃  | >   | ∅      | ∅     | *h₃ókʷs(i) «глаз»       | ákṣi «глаз»              | aši «глаз»                |
| *h₄  | >   | ∅      | ∅     | *h₄órǵʰis «яичко»       | —                        | ərəzi- «яичко»            |

| Протоиндоиранский             | Староиранский (Авестийский, Древнеперсидский) | Ведический санскрит                |
| ----------------------------- | --------------------------------------------- | ---------------------------------- |
| * Háćwas «лошадь»             | Ав aspa, Дп asa                               | áśva                               |
| * bʰaHgás «часть, доля»       | Ав bāga                                       | bhāgá                              |
| * bʰráHtā «брат»              | Ав, Дп brātar                                 | bhrā́tr̥                             |
| * bʰúHmiš «земля»             | Дп būmiš                                      | bhū́mi-                             |
| * mártyas «смертный, человек» | Ав maṣ̌iia, Дп martiya                         | mártya                             |
| * mā́Has «луна»                | Ав mā̊, Дп māha                                | mā́s                                |
| * wásr̥ «весна»                | Ав vaŋhar                                     | vásara «утро»                      |
| * Hr̥tás «правда»              | Ав aṣ̌a, Дп arta                               | r̥tá                                |
| * dʰráwgʰas «ложь»            | Ав draoγa, Дп drauga                          | drógha «использовать плохие слова» |
| * sáwmas «отжатый (сок)»      | Ав haoma                                      | sóma-                              |

## Морфология
Праиндоиранский язык сохранил большую часть морфологии праиндоевропейского: тематическое и атематическое склонение как существительных, так и глаголов, все три числа единственного, двойственного и множественного числа, все категории времени, наклонения и залога в глаголе, и падежи в существительном.
Важным нововведением в существительном является создание окончания родительного падежа множественного числа *-nām, используемого с гласными основами. В глаголах главным нововведением является создание пассивного спряжения с суффиксом *-yá со средним перегибом.